# Modern Love (série de televisão)
Modern Love (no Brasil, Amor Moderno) é uma série de televisão de comédia romântica estadunidense, que estreou na Amazon Prime Video em 18 de outubro de 2019. A série é baseada em uma coluna semanal publicada pelo jornal The New York Times. Os episódios variam de 29 a 35 minutos de duração. Em 24 de outubro de 2019, a Amazon renovou a série para uma segunda temporada, que foi lançada em 13 de agosto de 2021.

## Premissa
Modern Love explora "o amor em suas múltiplas formas – incluindo amor sexual, romântico, familiar, platônico e amor próprio", que são apresentados em oito episódios de meia hora. A série da Amazon, baseada na coluna de mesmo nome do The New York Times, adapta diferentes histórias de amor que acontecem na cidade de Nova York.

## Elenco
- Anne Hathaway como Lexi Donohoe
- Tina Fey como Sarah
- Andy García como Michael
- Dev Patel como Joshua
- Arabella Olivia Clark como Sarah[7]
- Caitlin McGee como Emma
- John Slattery como Dennis
- Brandon Victor Dixon como Daniel
- Catherine Keener como Julie
- Julia Garner como Madeline (apelido: Maddy)
- Cristin Milioti como Maggie Mitchell
- Olivia Cooke como Karla
- Andrew Scott como Tobin
- Brandon Kyle Goodman como Andy
- Shea Whigham como Peter
- Gary Carr como Jeff
- Sofia Boutella como Yasmine
- John Gallagher Jr. como Rob
- Quincy Tyler Bernstine como Sylvia
- Laurentiu Possa como Guzmin
- Ed Sheeran como Mick
- Jane Alexander as Margot
- Peter Hermann como Philippe
- James Saito como Kenji
- Judd Hirsch como Policial/Vendedor/Motorista de Táxi

## Produção

### Desenvolvimento
Em 11 de junho de 2018, foi anunciado que a Amazon havia dado à produção a um pedido de série para uma primeira temporada consistindo de oito episódios. A série foi programada para ser dirigida, escrita e produzida por John Carney. As produtoras envolvidas com a série foram programadas para incluir Storied Media Group e o The New York Times. Em 26 de novembro de 2018, foi relatado que Emmy Rossum, Sharon Horgan e Tom Hall serviriam como diretores adicionais para a série. Horgan e Hall também escreveram os episódios que deveriam dirigir, enquanto Rossum deveria dirigir um episódio escrito por Audrey Wells. Além disso, foi relatado que Dimitri Hoffman, Sam Dolnick e Choire Sicha serviriam como produtores executivos, Trish Hofmann como produtora, e Daniel Jones como produtor consultivo.

### Escolha de elenco
Em 26 de novembro de 2018, foi anunciado que Anne Hathaway, Tina Fey, Dev Patel, John Slattery, Brandon Victor Dixon, Catherine Keener, Julia Garner, Andy García, Cristin Milioti, Olivia Cooke, Andrew Scott, Shea Whigham, Gary Carr, Sofia Boutella e John Gallagher Jr. foram escalados para a primeira temporada.
Em abril de 2020, foi revelado que Jesse Eisenberg foi escalado para a segunda temporada.

### Filmagens
As filmagens da série haviam começado em 18 de setembro de 2018 na cidade de Nova York. A segunda temporada está sendo filmada em Schenectady, Albany, Nova York e Stoneybatter, Dublin, Irlanda.

## Recepção da crítica
No Rotten Tomatoes, a série tem uma pontuação média de 6.63/10 com base em 63 avaliações. O consenso do site diz: "Carregado por seu elenco charmoso, a doçura e sensibilidade de Modern Love são fáceis de desfrutar, mesmo que seu retrato pitoresco da vida moderna na cidade de Nova York nem sempre soe verdadeiro".

## Prêmios e indicações
| Ano  | Prêmio                | Categoria                                 | Indicado(s)                                         | Resultado | Ref.   |
| ---- | --------------------- | ----------------------------------------- | --------------------------------------------------- | --------- | ------ |
| 2020 | Primetime Emmy Awards | Melhor Ator Convidado em Série de Comédia | Dev Patel (por "When Cupid Is a Prying Journalist") | Indicado  | [ 17 ] |